# Mende, Lozère
Mende är en kommun i departementet Lozère i regionen Occitanien i södra Frankrike. Kommunen är chef-lieu för kantonerna Mende-Nord och Mende-Nord som tillhör arrondissementet Mende. År 2022 hade Mende 12 322 invånare.

## Befolkningsutveckling
Antalet invånare i kommunen Mende
| Referens: INSEE |